# KN-23
KN-23, так же известная как  Hwasong-11Ga ( кор. 《華性-11가》형 (улучшенная Hwasong-11)) - северокорейская твердотопливная баллистическая ракета.

## Конструкция
Внешне ракета напоминает российскую баллистическую ракету 9М723 из состава ОТРК  "Искандер-М", а также южнокорейскую Hyunmoo-2B с некоторыми внешними отличиями.
Подобно ракете "Искандер-М" имеет квазиобалистическую траекторию полёта, после набора высоты в 50 км движется в атмосфере, корректируя свою траекторию с помощью аэродинамических рулей.
По предварительным оценкам, имеет боевую массой 500 кг, с дальностью полёта до 450 км. С облегчённой боевой частью дальность полёта возрастает до 690 км. Существуют различные вариации боевой части: унитарная, кассетная или ядерная.
При применении спутникового наведение ракеты круговое вероятное отклонение составляет около 100 м, а при применении только инерциальной КВО составляет около 200 м.
Ракета KN-23 имеет большие габариты по сравнению с ракетой комплекса Искандер-М и, скорее всего имеет такой же твердотопливный ракетный двигатель, как на ракете Pukkuksong-1, диаметром 1,1 м. Данный двигатель несколько длиннее, в отличии от российского, а сама ракета имеет одну ступень. Транспортно-пусковая установка имеет больше места для ракеты.
Баллистическая ракета KN-23, должна заменить более старые ракеты Hwasong-5 и Hwasong-6. Благодаря колёсной транспортно-пусковой установке и твердотопливному двигателю, значительно увеличилась мобильность комплекса, а также готовность к пуску. Квазиобалистическая траектория с низким апогеем  и способностью маневрировать делает её более сложною мишенью для систем противоракетной обороны. Наивысшая точность, по сравнению с прошлыми системами, позволяет затрачивать меньше ракет для поражения цели.
Предположительно при разработке KN-23 были использованы наработки других стран. Так, например, центральное телеграфное агентство Кореи упоминает только про поставки ракет KN-23 в войска КНДР.

## Варианты
- Hwasong-11Ga (Hwasong-11A) - базовый вариант, внешне напоминающий российскую ракету комплекса Искандер
- Hwasong-11Da (Hwasong-11C) - увеличенный вариант
- Hwasong-11Ra (Hwasong-11D) - уменьшенный вариант
- Hwasong-11ㅅ (Hwasong-11S) - вариант для подводного пуска

## Боевое применение

### Российско-украинская война
4 января 2024 года представить совета национальной безопасности США сообщил, что по данным разведки Россия использовала северокорейские баллистические ракеты во время масштабных атак 29 декабря 2023 года в направлении Запорожья и 2 января 2024 года по Харькову. Эти данные потвердило украинское издание Defense Express с учётом проведённого анализа обломков. Одна из ракет, от которой осталось наибольшие обломки, ударила недалеко по центру Харькова, недалеко от площади Свободы.
По данным американской разведки, выпущенная 29 декабря 2023 года ракета упала в поле в Запорожской области, а 2 января 2024 года Россия применила уже несколько северокорейских ракет. Несколько северокорейских ракет были вновь использованы 6 января 2024, как минимум одна из них попала по Харькову.
10 января 2024 года 47 министров иностранных дел из различных стран осудили Северную Корею из-за поставок ракет в Россию.
7 февраля 2024 года Российская армия вероятнее всего вновь использовала северокорейские ракеты во время массового ракетного обстрела. По некоторым данным были применены 2 ракеты для удара по Харькову.
По меньшей мере около 24 ракет (вероятно ракеты серии KN-23) были использованы российскими военными во время массовых ракетных обстрелов. За период с 30 декабря 2023 года по 7 февраля 2024 года армия России нанесла по меньшей мере 12 ударов, этим типом ракет, по семи регионам Украины - по Запорожью, Киеву (три атаки), Харькову (две атаки), а также некоторым городам и сёлам в Кировградской, Полтавской, Донецкой, Днепропетровской областях. В ходе этих атак погибло 14 гражданских лиц, более 70 человек получили ранения.
15 февраля 2024 года, по сообщениям Национальной полиции Украины, в ходе массированного ракетного удара по Запорожью, российская армия нанесла ракетами типа KN-23 и Х-31. 16 февраля 2024 года ракеты этого типа были применены для ударов по Полтавщине и Кировоградщине.
С момента первого массового применения данных ракет произошёл перерыв длиною почти в 5 месяцев. По мнению издания Defense Express, он потребовался россиянам либо для доработки ракет, либо для отработки тактики их применения в текущих условиях.
5 августа 2024 года, ракетами этого типа ударили по Киеву, Броварам и Полтаве.
В ночь с 10 на 11 августа в ходе ударов. Одна из ракет, непроизвольно самоликвидировалась, обломки упали на частный жилой дом , погибло 2 человека (один ребёнок)
13 апреля 2025 года российская армия ракетную атаку по городу Сумы. Вооружённые силы РФ ударили двумя ракетами, типа Искандер-М или KN-23, по центру города. В результате удара погибли 32 человека, из них два ребёнка. Пострадали 84 человека, среди них  10 детей.  По сообщению начальника ГУР Министерства обороны Украины Кирилла Буданова, ракетный удар нанесли части 112-й грб и 448-й рб с территории Воронежской (н. п. Лиски) и Курской областей (н. п. Леженьки).
В ночь на 24 апреля 2025 года армия РФ для нанесения комбинированного удара по Киеву использовала баллистические ракеты KN-23 северокорейского производства, крылатые ракеты и дроны типа Shahed-136. В результате атаки северокорейской ракетой был поражён жилой дом.

## Операторы
- КНДР
- Россия - используются армией РФ в ходе Российско-украинской войны